# 結晶片岩

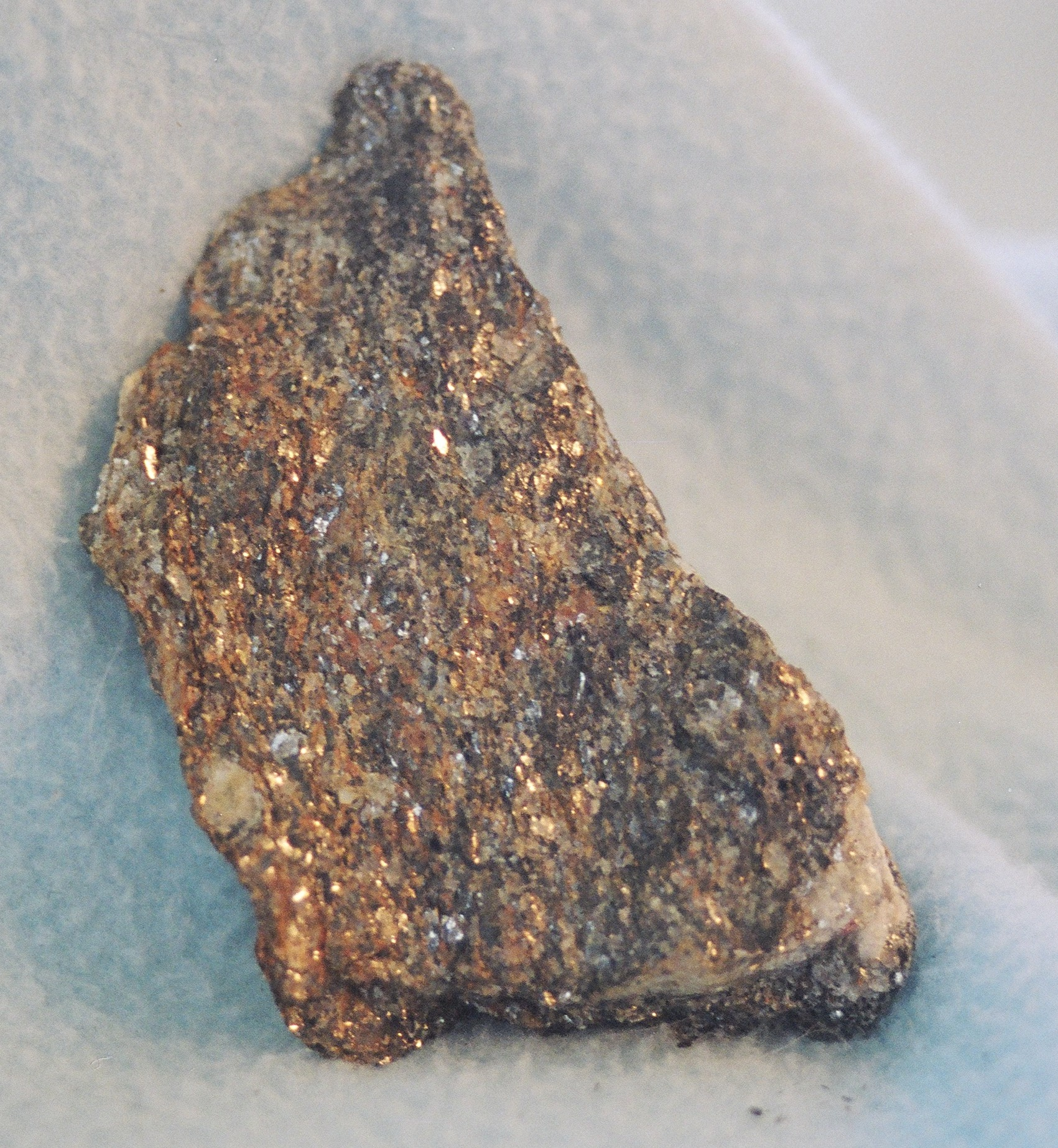
アメリカ合衆国ニューヨーク州産のManhattan Schist。雲母片岩に分類される

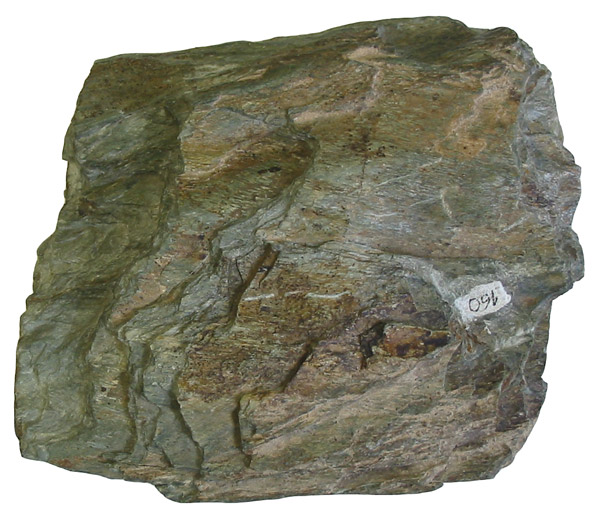
緑泥石片岩

結晶片岩（けっしょうへんがん、英: crystalline schist）は、変成岩の一種。片岩（へんがん、schist、シスト）ともいう。広域変成作用により地下深部で剪断応力を受けて再結晶したため、雲母のような板状の鉱物や角閃石のような柱状の鉱物が方向性をもって配列し、岩石は片理（へんり、schistosity）と呼ばれる、面状構造を持つ。岩石は片理に沿って板状に割れやすい。
鉱物の粒度が大きくなり縞状の構造が顕著になったものを片麻岩という。

## 分類
結晶片岩の源岩は様々であり、源岩の成分と変成作用を受けた条件により種々の変成鉱物が形成される。岩石の名称としては、「片岩」の前に、特徴的な変成鉱物の名を冠して呼ばれる。
紅簾（石）片岩（piemontite schist）
マンガンを多く含む緑簾石族の鉱物である紅簾石を含み、桃色を呈する結晶片岩。石英片岩（quartz schist）の一種。
藍閃（石）片岩（glaucophane schist）
低温高圧下で安定な藍閃石を多く含み青色を呈する結晶片岩。その色から青色片岩（blueschist）ともよばれる。
緑色片岩（green schist）
緑泥石、緑簾石、緑閃石（アクチノ閃石）などを含み緑色の外観を呈するものであるが、変成相の一つである緑色片岩相付近で変成された塩基性火成岩を源岩とする結晶片岩をさす言葉としてよく用いられる。緑泥（石）片岩（chlorite schist）や緑簾（石）片岩（epidote schist）などともいう。
さらに、源岩の種類を冠して、泥質片岩（pelitic schist）、砂質片岩（psammitic schist）、礫岩片岩（conglomerate schist）、あるいは塩基性片岩（basic schist）などという呼び方がされることもある。これは、結晶片岩中の造岩鉱物の組み合わせや化学組成を用いて変成条件の推定や変成史を議論する場合に、源岩の化学組成により、おおまかな区別をしておくことに意味があるからである。

## 成因と産地

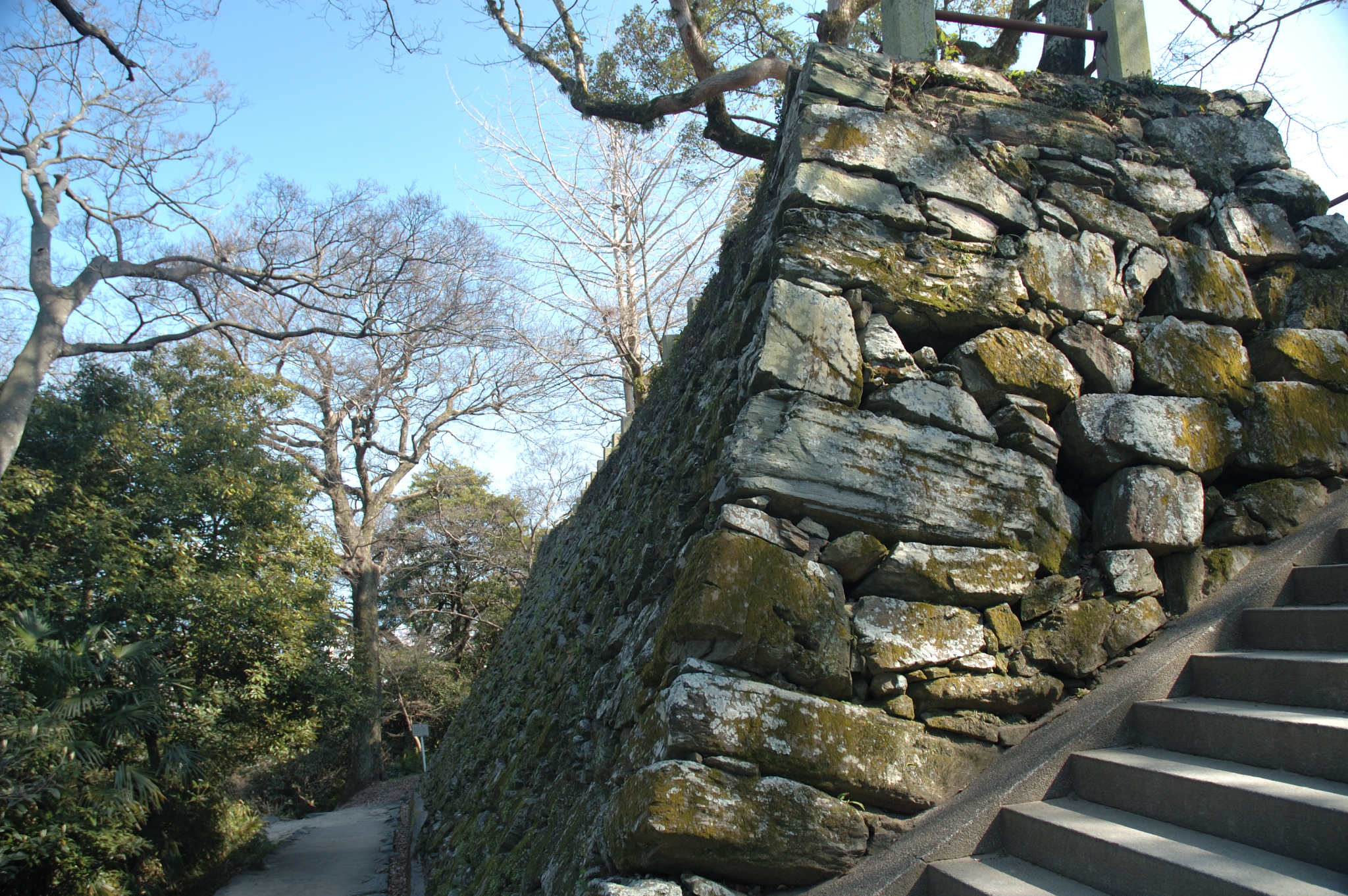
徳島城本丸北側の石垣

比較的低温の広域変成帯に出現する。上述のように、変成作用の温度が上昇して、鉱物の粒度が大きくなると岩石の縞状構造が顕著になり、片麻岩と呼ぶべき岩石になる。したがって、広域変成帯の中では、三波川変成帯のような低温高圧型変成帯に広く見られ、領家変成帯のような高温低圧型変成帯では、その低変成度部において見られる。
日本で、最も典型的に見られるのは、三波川変成帯であり、中央構造線の南側に関東山地から九州東部まで広く分布する。関東山地の秩父盆地では長瀞渓谷の岩畳、四国中央部の大歩危、小歩危など、特異な景観をなすことで知られる。板状に割れやすいので、中世に流行した板碑造立などを除いて石材として利用されることは少ないが、三波川変成帯の周辺にある和歌山城や徳島城の石垣には近くで産出した緑泥石片岩が使われている。また高槻市の闘鶏山古墳など、古墳の石室に用いられた例も知られている。大仙院書院の枯山水など、京都の庭園に青石として好まれ使われている。